# Ruzitska József

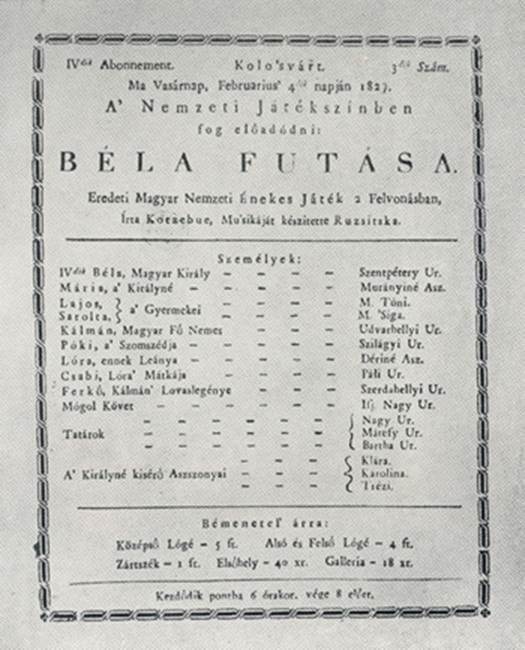
Az első magyar történelmi opera színlapja

Ruzitska József (Pápa, 1775 – Itália?, 1823 után) zeneszerző, karmester.

## Életrajza
- 1820 – a nagyenyedi József ezred karnagya.
- 1821 – a nagyváradi színháznál zeneszerző.
- 1822 – 1823. a Kolozsvári Színház karnagya.
- 1822. december 26. – Béla futása, az első magyar történelmi opera bemutatása Kolozsváron[1]
- Kolozsvári tartózkodása után Bethlen Ferenc gróf szolgálatában a bethleni cigányzenekar vezetője volt.
- 1823-ban Itáliába utazott, az életének további eseményei ismeretlenek.

## Munkássága
Ő szerezte az első két magyar történelmi operát, a Béla futását és a Kemény Simont.
Az előbbi kéziratos partitúráit (három, egymástól többé-kevésbé eltérő változatban 1837–38 között Heinisch József dolgozta át) a kolozsvári Erdélyi Múzeum-Egyesület könyvtára,
Ernst Lajos gyűjteménye és a budapesti Operaház könyvtára, utóbbiét a Magyar Nemzeti Múzeum könyvtárának zenei osztálya őrzi.

## Művei
- Arany idők (1821), daljáték 2 részben (szöveg: Wándza Mihály)
- Béla futása (1822), opera 2 felvonásban (szöveg: August von Kotzebue nyomán Kótsi Patkó János, Kisfaludy Sándor)
- Kemény Simon, avagy dicsőség a hazáért meghalni (1822), opera 2 felvonásban (szöveg: Kisfaludy Károly)